# Varronia intricata
Varronia intricata är en strävbladig växtart som först beskrevs av Wr., och fick sitt nu gällande namn av A. Borhidi. Varronia intricata ingår i släktet Varronia och familjen strävbladiga växter. Inga underarter finns listade i Catalogue of Life.